# Rickard Thunér
Rickard Karl David Thunér, född 20 juli 1979 i Vadstena församling, Östergötlands län, är en svensk antikhandlare och tv-profil. Han har medverkat som expert på 1700-talsmöbler och speglar i SVT:s program Antikrundan sedan 2007. Han är även en av programledarna för serien Det sitter i väggarna sedan 2019.
Thunér växte upp i Vadstena och gick gymnasiet i Linköping. Fadern, antikhandlaren Lars Thunér, lärde upp honom i yrket som antikhandlare, men han praktiserade även på Bukowskis och utbildade sig på Sotheby's i London 1999–2001. Han driver sedan 2007 Thunérs Antikhandel i Stockholm, som öppnades 1980 av fadern. Sedan 2016 är Thunér bosatt i Vadstena.